# Kašovice (tvrz)
Kašovice jsou zřícenina tvrze nad stejnojmennou vesnicí u Hrádku v okrese Klatovy. Tvrz s okolním modřínovým lesem je od roku 1964 chráněná jako kulturní památka.

## Historie
Dějiny Kašovic jsou spojené s velhartickým a hrádeckým panstvím. První písemná zmínka o vesnici z roku 1341 uvádí Sezamu z Kašovic a předpokládá se, že již tehdy nad vesnicí stála tvrz. Koncem čtrnáctého století však již nejspíše patřila pánům z Velhartic a podle Augusta Sedláčka na ní pravděpodobně žil některý z příslušníků rodu. Roku 1390 patřily Kašovice k vesnicím, na kterých Jan z Velhartic pojistil věno své manželky Ofky z Opočna. Později je získal Oldřich z Rožmberka, který vesnici roku 1428 prodal Menhartovi z Hradce. Předpokládá se, že tvrz zanikla během druhé poloviny patnáctého století. Když si Jan Rendl z Úšavy nechal roku 1565 zapsat svůj kašovický majetek do desk zemských, uváděl zápis kašovickou tvrz jako pustou. Na konci devatenáctého století byl v okolí zříceniny vysázen lesopark.

## Stavební podoba

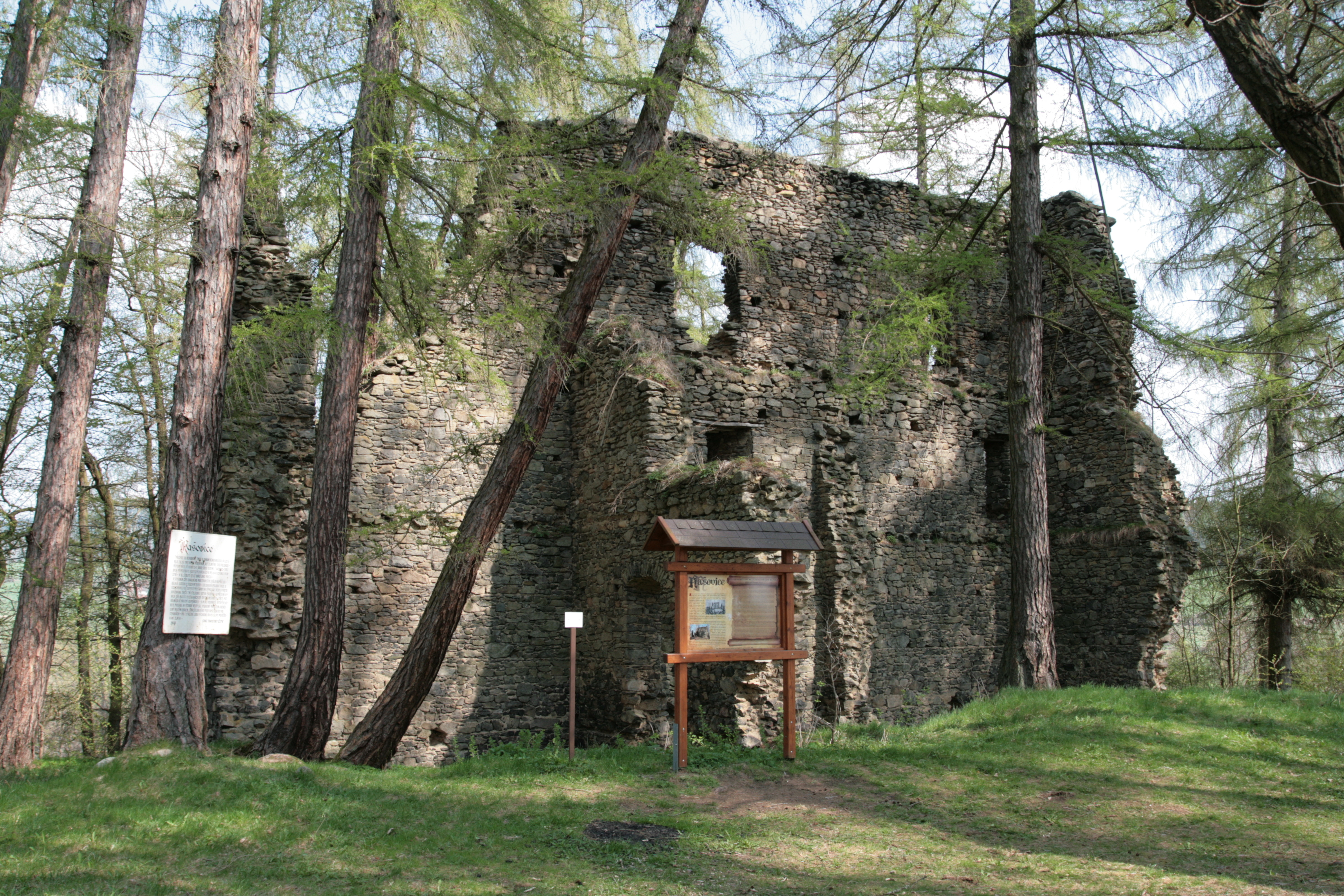
Zřícenina tvrze

Z tvrze se dochovala část zdiva hlavní podsklepené budovy, která mívala obdélníkový půdorys s rozměry 22 × 7,5 metru. Případné opevnění beze stop zaniklo. V prvním patře paláce se nacházel středový sál, který měl po stranách dvě světnice s prevéty. Ve druhém patře býval velký sál a na západní straně menší místnost s krbem. Sál měl vlastní prevét v severní zdi a osvělovalo jej velké okno se sedátky. V oknech se dochovaly dřevěné překlady.

## Přístup
Pozůstatky tvrze jsou volně přístupné. Přímo k nim nevede žádná turisticky značená trasa, ale souběžně se sousední silnicí II/187 je značena cyklistická trasa z Velhartic do Nalžovských Hor.